# Діпгейвен (Міннесота)
Діпгейвен (англ. Deephaven) — місто (англ. city) в США, в окрузі Ганнепін штату Міннесота. Населення — 3899 осіб (2020).

## Географія
Діпгейвен розташований за координатами 44°55′46″ пн. ш. 93°31′24″ зх. д. / 44.92944° пн. ш. 93.52333° зх. д. (44.929440, -93.523238).  За даними Бюро перепису населення США в 2010 році місто мало площу 6,28 км², з яких 6,13 км² — суходіл та 0,15 км² — водойми.

## Демографія
Згідно з переписом 2010 року, у місті мешкали 3642 особи в 1337 домогосподарствах у складі 1058 родин. Густота населення становила 580 осіб/км².  Було 1423 помешкання (227/км²).
Расовий склад населення:
| - 97,6 % — білих - 0,9 % — азіатів - 0,4 % — чорних або афроамериканців - 0,1 % — корінних американців |

До двох чи більше рас належало 0,7 %. Частка іспаномовних становила 1,1 % від усіх жителів.
За віковим діапазоном населення розподілялося таким чином: 27,5 % — особи молодші 18 років, 58,2 % — особи у віці 18—64 років, 14,3 % — особи у віці 65 років та старші. Медіана віку мешканця становила 46,1 року. На 100 осіб жіночої статі у місті припадало 98,7 чоловіків;  на 100 жінок у віці від 18 років та старших — 94,3 чоловіків також старших 18 років.
Середній дохід на одне домашнє господарство  становив 224 520 доларів США (медіана — 133 947), а середній дохід на одну сім'ю — 256 014 долари (медіана — 161 486). За межею бідності перебувало 2,2 % осіб, у тому числі 0,5 % дітей у віці до 18 років та 0,2 % осіб у віці 65 років та старших.
Цивільне працевлаштоване населення становило 1751 осіб. Основні галузі зайнятості: фінанси, страхування та нерухомість — 22,2 %, освіта, охорона здоров'я та соціальна допомога — 18,6 %, науковці, спеціалісти, менеджери — 12,6 %, виробництво — 12,1 %.